# Unione Sportiva Alessandria Calcio 1912 2020-2021
Questa voce raccoglie le informazioni riguardanti l'Unione Sportiva Alessandria Calcio 1912 nelle competizioni ufficiali della stagione 2020-2021.

## Stagione
Nella stagione 2020-2021 l'Alessandria disputa il girone A del campionato di Serie C, raccoglie 68 punti che valgono il secondo posto alle spalle del Como promosso diretto con 75 punti. I grigi grazie al piazzamento hanno qualche vantaggio nella disputa dei Play-off, vantaggio che sfruttano bene vincendoli, e ritornando in Serie B dopo quarantasei anni. Il girone di andata è stato giocato agli ordini di Angelo Gregucci ed è stato chiuso in quarta posizione con 31 punti, nel girone di ritorno l'Alessandria allenata da Moreno Longo fa meglio di tutti con 37 punti ottenuti, il secondo posto blindato, e la vittoria nei Play-off, che hanno aperto le porte alla Serie B, la seconda finale con il Padova è stata soffertissima, chiusa all'ultimo rigore sbagliato dei patavini. Due i bomber di questa stupenda e produttiva stagione sono Umberto Eusepi autore di 11 reti e Andrea Arrighini che ha firmato 9 reti in campionato. In questa stagione l'Alessandria disputa anche la Coppa Italia nazionale dove nel primo turno ha superato la Sambenedettese (3-2), mentre nel secondo turno pareggia (0-0) a Cosenza, ma viene eliminata ai calci di rigore (3-1) per i calabresi. Mentre non si è disputata la Coppa Italia di Serie C.

## Divise e sponsor
Lo sponsor tecnico per la stagione 2020-2021 è Adidas, mentre gli sponsor ufficiali sono GLS Corriere Espresso, Costruzioni S.r.l. e Valmora Acqua Minerale.
| 1ª divisa | 2ª divisa |

## Organigramma societario
Area direttiva
- Presidente: Luca Di Masi

Area organizzativa
- Segretario generale e delegato alla sicurezza: Stefano Toti
- Team manager: Filippo Giordanengo
- Segreteria amministrativa: Cristina Bortolini e Federica Rosina
- Responsabile rapporti con la tifoseria: Mario Di Cianni

Area comunicazione
- Responsabile: Gigi Poggio
- Ufficio stampa: Mauro Risciglione, Michela Amisano e Tino Pastorino
- Speaker stadio: Federico "Feo" Mazzarello

Area marketing
- Direttore commerciale: Luca Borio
- Addetto commerciale: Federico Vaio

Area tecnica
- Direttore sportivo: Fabio Artico
- Allenatore: Angelo Gregucci[1]
 Moreno Longo[2]
- Allenatore in seconda: Marco Martini[1]
 Dario Migliaccio[2]
- Preparatore atletico: Stefano Bortolan e Alessandro Scaia[1]
 Paolo Nava[2]
- Preparatore dei portieri: Andrea Servili
- Recupero infortuni: Giorgio Bertolone
- Magazziniere: Gianfranco Sguaizer

Area sanitaria
- Responsabile medico: Dr. Giorgio Musiari
- Medico sociale: Dr. Paolo Gentili e Dr. Silvio Testa
- Fisioterapisti: Simone Conti e Andrea Giacobbe
- Osteopata: Jacopo Capocchiano

## Rosa
Aggiornata al 27 gennaio 2021.
| N. |                   | Ruolo | Calciatore         |
| -- | ----------------- | ----- | ------------------ |
| 1  | Italia (bandiera) | P     | Lorenzo Crisanto   |
| 3  | Italia (bandiera) | D     | Raffaele Celia     |
| 4  | Italia (bandiera) | C     | Riccardo Chiarello |
| 5  | Italia (bandiera) | D     | Francesco Cosenza  |
| 7  | Italia (bandiera) | D     | Luca Parodi        |
| 8  | Italia (bandiera) | C     | Fabio Castellano   |
| 9  | Italia (bandiera) | A     | Umberto Eusepi     |
| 10 | Italia (bandiera) | C     | Davide Di Quinzio  |
| 11 | Italia (bandiera) | A     | Andrea Arrighini   |
| 12 | Italia (bandiera) | P     | Matteo Pisseri     |
| 13 | Italia (bandiera) | D     | Lorenzo Podda      |
| 14 | Italia (bandiera) | C     | Alessandro Gazzi   |
| 15 | Italia (bandiera) | A     | Marco Frediani     |
| 16 | Italia (bandiera) | C     | Mirko Bruccini     |
| 17 | Italia (bandiera) | A     | Mattia Mustacchio  |
| 18 | Italia (bandiera) | A     | Simone Corazza     |

| N. |                                 | Ruolo | Calciatore           |
| -- | ------------------------------- | ----- | -------------------- |
| 19 | Italia (bandiera)               | D     | Giuseppe Prestia     |
| 20 | Italia (bandiera)               | D     | Edoardo Blondett     |
| 21 | Italia (bandiera)               | C     | Federico Casarini    |
| 22 | Italia (bandiera)               | P     | Luca Crosta          |
| 23 | Italia (bandiera)               | D     | Alessandro Macchioni |
| 24 | Bosnia ed Erzegovina (bandiera) | C     | Ćazim Suljić         |
| 27 | Italia (bandiera)               | D     | Christian Mora       |
| 28 | Italia (bandiera)               | C     | Francesco Giorno     |
| 29 | Italia (bandiera)               | A     | Nicolò Poppa         |
| 30 | Italia (bandiera)               | D     | Matteo Di Gennaro    |
| 31 | Italia (bandiera)               | D     | Gabriele Bellodi     |
| 32 | Italia (bandiera)               | D     | Simone Sini          |
| 33 | Italia (bandiera)               | D     | Matteo Rubin         |
| 34 | Italia (bandiera)               | A     | Francesco Stanco     |
|    | Montenegro (bandiera)           | A     | Ognjen Stijepović    |

## Calciomercato

### Sessione estiva (dal 01/09 al 05/10)
| Acquisti | Acquisti            | Acquisti  | Acquisti            |
| R.       | Nome                | da        | Modalità            |
| -------- | ------------------- | --------- | ------------------- |
| P        | Luca Crosta         | Cagliari  | gratuito            |
| P        | Matteo Pisseri      | Pistoiese | definitivo          |
| D        | Gabriele Bellodi    | Milan     | prestito            |
| D        | Edoardo Blondett    | Reggina   | definitivo          |
| D        | Christian Mora      | Atalanta  | prestito            |
| D        | Luca Parodi         | Ternana   | definitivo          |
| D        | Marco Ponzio        | Sanremese | prestito            |
| D        | Matteo Rubin        | Reggina   | prestito            |
| D        | Stefano Scognamillo | Trapani   | definitivo          |
| C        | Robert Filip        | PDHA      | prestito            |
| C        | Matteo Gerace       | Siena     | prestito            |
| A        | Simone Corazza      | Reggina   | definitivo          |
| A        | Umberto Eusepi      | Pisa      | riscatto cartellino |
| A        | Marco Frediani      | Parma     | definitivo          |
| A        | Ognjen Stijepovic   | Sampdoria | prestito            |

| Cessioni | Cessioni           | Cessioni  | Cessioni      |
| R.       | Nome               | a         | Modalità      |
| -------- | ------------------ | --------- | ------------- |
| P        | Christian Marietta | Caronnese | definitivo    |
| P        | Alex Valentini     | Triestina | fine prestito |
| D        | Giacomo Sciacca    | Vibonese  | gratuito      |
| D        | Lorenzo Giubilato  | Pro Sesto | definitivo    |
| D        | Oussama M'Hamsi    |           | svincolato    |
| A        | Francisco Sartore  |           | svincolato    |

### Sessione invernale (dal 04/01 al 01/02)
| Acquisti | Acquisti          | Acquisti | Acquisti   |
| R.       | Nome              | da       | Modalità   |
| -------- | ----------------- | -------- | ---------- |
| D        | Matteo Di Gennaro | Livorno  | svincolato |
| D        | Simone Sini       | Ascoli   | definitivo |
| C        | Mirko Bruccini    | Cosenza  | definitivo |
| C        | Francesco Giorno  | Monopoli | definitivo |
| A        | Mattia Mustacchio | Crotone  | definitivo |
| A        | Francesco Stanco  | Imolese  | prestito   |

| Cessioni | Cessioni            | Cessioni  | Cessioni |
| R.       | Nome                | a         | Modalità |
| -------- | ------------------- | --------- | -------- |
| D        | Stefano Scognamillo | Catanzaro | prestito |

## Risultati

### Serie C

#### Girone di andata
| Arbitro: | Panettella (Bari) |

|             |           |               |
| Solerio 83’ | Marcatori | 17’ Chiarello |

| Arbitro: | Maggio (Lodi) |

|                                                    |           |           |
| Corazza 15’, 68’ Tornaghi 47’ (aut.) Arrighini 65’ | Marcatori | 58’ Cocco |

| Arbitro: | Rutella (Enna) |

|                       |           |             |
| Galli 6’ Iocolano 35’ | Marcatori | C. Mora 85’ |

| Arbitro: | Feliciani (Teramo) |

|            |           |                             |
| Eusepi 24’ | Marcatori | Buzzegoli 11’ Firenze 90+1’ |

| Arbitro: | Perenzoni (Rovereto) |

|               |           |            |
| Palazzolo 44’ | Marcatori | Eusepi 28’ |

| Arbitro: | Arace (Lugo di Romagna) |

|  |           |               |
|  | Marcatori | 90+3’ Moscati |

| Arbitro: | Bordin (Bassano del Grappa) |

|                           |           |  |
| Corazza 36’ Arrighini 50’ | Marcatori |  |

| Arbitro: | Maranesi (Ciampino) |

|  |           |                            |
|  | Marcatori | 54’ Corazza 69’ Castellano |

| Arbitro: | Bitonti (Bologna) |

|                                              |           |                           |
| Blondett 21’ C. Mora 67’ Eusepi 90+3’ (rig.) | Marcatori | 10’ Marsura 16’ Pallecchi |

| Arbitro: | Kumara (Verona) |

|                      |           |  |
| Cori 12’, 78’ (rig.) | Marcatori |  |

| Arbitro: | Di Cairano (Ariano Irpino) |

|                    |           |  |
| Arrighini 42’, 64’ | Marcatori |  |

| Arbitro: | N. Marini (Trieste) |

|                        |           |            |
| Galuppini 18’ Rada 73’ | Marcatori | Eusepi 59’ |

| Arbitro: | Miele (Nola) |

|                          |           |                    |
| Eusepi 26’ Arrighini 68’ | Marcatori | Padovan 85’ (rig.) |

| Arbitro: | Pashuku (Albano Laziale) |

|  |           |                         |
|  | Marcatori | Celia 49’ Arrighini 64’ |

| Arbitro: | Cascone (Nocera Inferiore) |

|  |           |            |
|  | Marcatori | 80’ Eusepi |

| Arbitro: | Pascarella (Nocera Inferiore) |

|            |           |                   |
| Eusepi 21’ | Marcatori | 64’ (rig.) Palesi |

| Arbitro: | Moriconi (Roma) |

|  |           |            |
|  | Marcatori | 60’ Suljić |

| Arbitro: | Rutella (Enna) |

|  |           |                         |
|  | Marcatori | 19’ Cicconi 82’ Terrani |

| Busto Arsizio 17 gennaio 2021, ore CET 19ª giornata | Pro Patria         | 0 – 0 referto | Alessandria | Stadio Carlo Speroni\| Arbitro: \| Feliciani (Teramo) \| |
| Arbitro:                                            | Feliciani (Teramo) |               |             |                                                          |

#### Girone di ritorno
| Arbitro: | Pirrotta (Barcellona Pozzo di Gotto) |

|                                |           |  |
| Chiarello 56’ Castellano 90+4’ | Marcatori |  |

| Arbitro: | Caldera (Como) |

|                    |           |                                       |
| Ragatzu 25’ (rig.) | Marcatori | 6’ (rig.) Corazza 15’ (aut.) Tornaghi |

| Alessandria 3 febbraio 2021, ore CET 22ª giornata | Alessandria                | 0 – 0 referto | Lecco | Stadio Giuseppe Moccagatta\| Arbitro: \| Catanoso (Reggio Calabria) \| |
| Arbitro:                                          | Catanoso (Reggio Calabria) |               |       |                                                                        |

| Arbitro: | Longo (Paola) |

|                                  |           |               |
| Lanini 20’ N. Schiavi 53’ (rig.) | Marcatori | 31’ Arrighini |

| Alessandria 14 febbraio 2021, ore CET 24ª giornata | Alessandria        | 0 – 0 referto | Giana Erminio | Stadio Giuseppe Moccagatta\| Arbitro: \| De Tommaso (Rieti) \| |
| Arbitro:                                           | De Tommaso (Rieti) |               |               |                                                                |

| Arbitro: | Di Cairano (Ariano Irpino) |

|               |           |             |
| Sicurella 25’ | Marcatori | 51’ Corazza |

| Pontedera 21 febbraio 2021, ore CET 26ª giornata | Pontedera          | 0 – 0 referto | Alessandria | Stadio Ettore Mannucci\| Arbitro: \| Petrella (Viterbo) \| |
| Arbitro:                                         | Petrella (Viterbo) |               |             |                                                            |

| Arbitro: | Natilla (Molfetta) |

|                  |           |  |
| Eusepi 9’ (rig.) | Marcatori |  |

| Arbitro: | Zufferli (Udine) |

|  |           |                     |
|  | Marcatori | 90+1’ (rig.) Eusepi |

| Arbitro: | Perri (Roma) |

|                                |           |               |
| Di Quinzio 9’ Di Gennaro 90+3’ | Marcatori | 79’ Giorgione |

| Arbitro: | Marotta (Sapri) |

|             |           |  |
| Galazzi 44’ | Marcatori |  |

| Arbitro: | Ricci (Firenze) |

|                               |           |  |
| Possenti 29’ (aut.) Celia 64’ | Marcatori |  |

| Arbitro: | Tremolada (Monza) |

|  |           |                         |
|  | Marcatori | 49’ (aut.) Lund Nielsen |

| Arbitro: | Nicolini (Brescia) |

|                                                        |           |                                     |
| Arrighini 14’, 28’ Bruccini 24’ Parodi 33’ Prestia 56’ | Marcatori | 8’ Petrovic 51’ (rig.) Marcheggiani |

| Arbitro: | Perenzoni (Rovereto) |

|                 |           |  |
| Eusepi 36’, 72’ | Marcatori |  |

| Arbitro: | N. Marini (Trieste) |

|  |           |              |
|  | Marcatori | 60’ Casarini |

| Arbitro: | Pascarella (Nocera Inferiore) |

|              |           |  |
| Casarini 26’ | Marcatori |  |

| Arbitro: | Miele (Nola) |

|                      |           |                     |
| Gabrielloni 15’, 31’ | Marcatori | 34’ (aut.) Arrigoni |

| Arbitro: | Gemelli (Messina) |

|  |           |                |
|  | Marcatori | 49’ Latte Lath |

### Play-off
| Arbitro: | Cosso (Reggio Calabria) |

|               |           |  |
| Scarsella 20’ | Marcatori |  |

| Arbitro: | Bitonti (Bologna) |

|                 |           |  |
| Arrighini 45+2’ | Marcatori |  |

| Arbitro: | Carella (Bari) |

|               |           |                          |
| Giorgione 82’ | Marcatori | 67’ Arrighini 77’ Giorno |

| Arbitro: | Miele (Nola) |

|                           |           |                           |
| Arrighini 62’ Stanco 115’ | Marcatori | 28’ Gabbianelli 70’ Gelli |

| Padova 13 giugno 2021, ore 18:00 CEST Finale - Andata | Padova           | 0 – 0 referto | Alessandria | Stadio Euganeo (1.000 spett.)\| Arbitro: \| Zufferli (Udine) \| |
| Arbitro:                                              | Zufferli (Udine) |               |             |                                                                 |

| Arbitro: | Marcenaro (Genova) |

|                                     |                      |                                           |
| Bruccini Stanco Eusepi Giorno Rubin | Tiri di rigore 5 – 4 | Ronaldo Paponi Curcio Rossettini Gasbarro |

### Coppa Italia
| Arbitro: | Maggioni (Lecco) |

|                                      |           |                               |
| Eusepi 13’, 17’ Arrighini 90’ (rig.) | Marcatori | 25’ Nocciolini 90+4’ Panaioli |

| Cosenza 30 settembre 2020 Secondo turno                                                                  | Cosenza              | 0 – 0 (d.t.s.)                           | Alessandria |  |
| \| \| \| \| \| Carretta Idda Kone \| Tiri di rigore 3 – 1 \| Di Quinzio Casarini Castellano Arrighini \| |                      |                                          |             |  |
| |                      |                                          |             |  |
| Carretta Idda Kone                                                                                       | Tiri di rigore 3 – 1 | Di Quinzio Casarini Castellano Arrighini |             |  |

## Statistiche
Statistiche aggiornate al 24 dicembre 2020.

### Statistiche di squadra
| Competizione | Punti         | In casa | In casa | In casa | In casa | In casa | In casa | In trasferta | In trasferta | In trasferta | In trasferta | In trasferta | In trasferta | Totale | Totale | Totale | Totale | Totale | Totale | D.R. |
| Competizione | Punti         | G       | V       | N       | P       | Gf      | Gs      | G            | V            | N            | P            | Gf           | Gs           | G      | V      | N      | P      | Gf     | Gs     | D.R. |
| ------------ | ------------- | ------- | ------- | ------- | ------- | ------- | ------- | ------------ | ------------ | ------------ | ------------ | ------------ | ------------ | ------ | ------ | ------ | ------ | ------ | ------ | ---- |
| Serie C      | 68            | 19      | 12      | 3       | 4       | 30      | 14      | 19           | 8            | 5            | 6            | 18           | 15           | 38     | 20     | 8      | 10     | 48     | 29     | +19  |
| Coppa Italia | Secondo turno | 1       | 1       | 0       | 0       | 3       | 2       | 1            | 0            | 1            | 0            | 0            | 0            | 2      | 1      | 1      | 0      | 3      | 2      | +1   |
| Play-off     | Vincitore     | 3       | 1       | 2       | 0       | 3       | 2       | 3            | 1            | 1            | 1            | 2            | 2            | 6      | 2      | 3      | 1      | 5      | 4      | +1   |
| Totale       | 68            | 23      | 14      | 5       | 4       | 36      | 18      | 23           | 9            | 7            | 7            | 20           | 17           | 46     | 23     | 12     | 11     | 56     | 35     | +21  |

### Andamento in campionato
| Giornata  | 1 | 2 | 3  | 4  | 5  | 6  | 7  | 8  | 9 | 10 | 11 | 12 | 13 | 14 | 15 | 16 | 17 | 18 | 19 | 20 | 21 | 22 | 23 | 24 | 25 | 26 | 27 | 28 | 29 | 30 | 31 | 32 | 33 | 34 | 35 | 36 | 37 | 38 |
| --------- | - | - | -- | -- | -- | -- | -- | -- | - | -- | -- | -- | -- | -- | -- | -- | -- | -- | -- | -- | -- | -- | -- | -- | -- | -- | -- | -- | -- | -- | -- | -- | -- | -- | -- | -- | -- | -- |
| Luogo     | T | C | T  | C  | T  | C  | C  | T  | C | T  | C  | T  | C  | T  | T  | C  | T  | C  | T  | C  | T  | C  | T  | C  | T  | T  | C  | T  | C  | T  | C  | T  | C  | C  | T  | C  | T  | C  |
| Risultato | N | V | P  | P  | N  | P  | V  | V  | V | P  | V  | P  | V  | V  | V  | N  | V  | P  | N  | V  | V  | N  | P  | N  | N  | N  | V  | V  | V  | P  | V  | V  | V  | V  | V  | V  | P  | P  |
| Posizione | 9 | 4 | 11 | 12 | 13 | 14 | 13 | 12 | 8 | 12 | 6  | 11 | 8  | 7  | 4  | 5  | 3  | 4  | 5  | 5  | 4  | 4  | 4  | 5  | 6  | 6  | 6  | 5  | 5  | 5  | 4  | 3  | 2  | 2  | 2  | 2  | 2  | 2  |

Legenda:

Luogo: C = Casa; T = Trasferta. Risultato: V = Vittoria; N = Pareggio; P = Sconfitta.

### Statistiche dei giocatori
| Giocatore        | Serie C  | Serie C | Serie C     | Serie C    | Coppa Italia | Coppa Italia | Coppa Italia | Coppa Italia | Totale   | Totale | Totale      | Totale     |
| Giocatore        | Presenze | Reti    | Ammonizioni | Espulsioni | Presenze     | Reti         | Ammonizioni  | Espulsioni   | Presenze | Reti   | Ammonizioni | Espulsioni |
| ---------------- | -------- | ------- | ----------- | ---------- | ------------ | ------------ | ------------ | ------------ | -------- | ------ | ----------- | ---------- |
| A. Arrighini     | 0        | 0       | 0           | 0          | 0            | 0            | 0            | 0            | 0        | 0      | 0           | 0          |
| L. Baschiazzorre | 0        | 0       | 0           | 0          | 0            | 0            | 0            | 0            | 0        | 0      | 0           | 0          |
| G. Bellodi       | 0        | 0       | 0           | 0          | 0            | 0            | 0            | 0            | 0        | 0      | 0           | 0          |
| E. Blondett      | 0        | 0       | 0           | 0          | 0            | 0            | 0            | 0            | 0        | 0      | 0           | 0          |
| M. Bruccini      | 0        | 0       | 0           | 0          | 0            | 0            | 0            | 0            | 0        | 0      | 0           | 0          |
| F. Casarini      | 0        | 0       | 0           | 0          | 0            | 0            | 0            | 0            | 0        | 0      | 0           | 0          |
| F. Castellano    | 0        | 0       | 0           | 0          | 0            | 0            | 0            | 0            | 0        | 0      | 0           | 0          |
| R. Celia         | 0        | 0       | 0           | 0          | 0            | 0            | 0            | 0            | 0        | 0      | 0           | 0          |
| R. Chiarello     | 0        | 0       | 0           | 0          | 0            | 0            | 0            | 0            | 0        | 0      | 0           | 0          |
| S. Corazza       | 0        | 0       | 0           | 0          | 0            | 0            | 0            | 0            | 0        | 0      | 0           | 0          |
| F. Cosenza       | 0        | 0       | 0           | 0          | 0            | 0            | 0            | 0            | 0        | 0      | 0           | 0          |
| L. Crisanto      | 0        | 0       | 0           | 0          | 0            | 0            | 0            | 0            | 0        | 0      | 0           | 0          |
| L. Crosta        | 0        | 0       | 0           | 0          | 0            | 0            | 0            | 0            | 0        | 0      | 0           | 0          |
| D. Di Quinzio    | 0        | 0       | 0           | 0          | 0            | 0            | 0            | 0            | 0        | 0      | 0           | 0          |
| U. Eusepi        | 0        | 0       | 0           | 0          | 0            | 0            | 0            | 0            | 0        | 0      | 0           | 0          |
| M. Frediani      | 0        | 0       | 0           | 0          | 0            | 0            | 0            | 0            | 0        | 0      | 0           | 0          |
| A. Gazzi         | 0        | 0       | 0           | 0          | 0            | 0            | 0            | 0            | 0        | 0      | 0           | 0          |
| F. Giorno        | 0        | 0       | 0           | 0          | 0            | 0            | 0            | 0            | 0        | 0      | 0           | 0          |
| A. Macchioni     | 0        | 0       | 0           | 0          | 0            | 0            | 0            | 0            | 0        | 0      | 0           | 0          |
| C. Mora          | 0        | 0       | 0           | 0          | 0            | 0            | 0            | 0            | 0        | 0      | 0           | 0          |
| M. Mustacchio    | 0        | 0       | 0           | 0          | 0            | 0            | 0            | 0            | 0        | 0      | 0           | 0          |
| L. Parodi        | 0        | 0       | 0           | 0          | 0            | 0            | 0            | 0            | 0        | 0      | 0           | 0          |
| M. Pisseri       | 0        | 0       | 0           | 0          | 0            | 0            | 0            | 0            | 0        | 0      | 0           | 0          |
| L. Podda         | 0        | 0       | 0           | 0          | 0            | 0            | 0            | 0            | 0        | 0      | 0           | 0          |
| N. Poppa         | 0        | 0       | 0           | 0          | 0            | 0            | 0            | 0            | 0        | 0      | 0           | 0          |
| G. Prestia       | 0        | 0       | 0           | 0          | 0            | 0            | 0            | 0            | 0        | 0      | 0           | 0          |
| M. Rubin         | 0        | 0       | 0           | 0          | 0            | 0            | 0            | 0            | 0        | 0      | 0           | 0          |
| S. Sini          | 0        | 0       | 0           | 0          | 0            | 0            | 0            | 0            | 0        | 0      | 0           | 0          |
| F. Stanco        | 0        | 0       | 0           | 0          | 0            | 0            | 0            | 0            | 0        | 0      | 0           | 0          |
| O. Stijepović    | 0        | 0       | 0           | 0          | 0            | 0            | 0            | 0            | 0        | 0      | 0           | 0          |
| Ć. Suljić        | 0        | 0       | 0           | 0          | 0            | 0            | 0            | 0            | 0        | 0      | 0           | 0          |